# Nycticorax
Nycticorax este un gen de păsări pelecaniforme din familia stârcilor (Ardeidae). Numele Nycticorax înseamnă „corb de noapte” și derivă din greaca veche νύκτος, nuktos „noapte” și κοραξ, korax, „corb”. Se referă la obiceiurile de hrănire în mare parte nocturne ale acestui grup de păsări și la strigătul asemănător unui corb al celei mai cunoscute specii, stârcul de noapte.

## Taxonomie
Genul Nycticorax a fost introdus în 1817 de naturalistul englez Thomas Forster⁠(d) pentru a găzdui stârcul de noapte. Epitetul nycticorax provine din greaca veche și combină nux, nuktos însemnând „noapte” și korax însemnând „corb”. Cuvântul a fost folosit de autori precum Aristotel și Hesychius din Milet⁠(d) pentru o „pasăre de rău augur”, probabil o bufniță. Cuvântul a fost folosit de naturalistul elvețian Conrad Gesner în 1555 și apoi de alți autori pentru stârcul de noapte.

### Specii existente
Genul conține în prezent doar două specii:
- Nycticorax nycticorax – stârcul de noapte
- Nycticorax caledonicus

### Specii dispărute și fosile
- Nycticorax megacephalus (extinct)
- Nycticorax duboisi (extinct)
- Nycticorax mauritianus (extinct)
- Nycticorax olsoni (extinct)
- Nycticorax kalavikai (preistoric)[9]
- Nycticorax sp. (preistoric)
- Nycticorax sp. (preistoric)
- Nycticorax sp. (preistoric)

În plus, următorii taxoni sunt cunoscuți din oase fosile:
- Nycticorax sp. (Oligocen timpuriu, din Fayyum, Egipt)
- Nycticorax fidens (Miocenul târziu, din McGehee Farm, SUA)[10]